# Gmina Zblewo
Die Gmina Zblewo ist eine Landgemeinde im Powiat Starogardzki in der Woiwodschaft Pommern, Polen. Ihr Sitz befindet sich im gleichnamigen Dorf Zblewo [zblɛvɔ] (deutsch Hoch Stüblau) mit etwa 3300 Einwohnern.

## Geographie
Die Landgemeinde liegt etwa 65 km südwestlich von Danzig. Sie erstreckt sich über eine Fläche von 138 km², von der 60 % landwirtschaftlich genutzt werden und 28 % bewaldet sind. Auf ihrem Gebiet befinden sich die Seen Jezioro Borzechowskie Wielkie und Jezioro Borzechowskie Małe (Großer und Kleiner Bordzichower See).

## Verwaltungsgeschichte
Von 1975 bis 1998 gehörte die Gmina zur Woiwodschaft Danzig.

### Partnergemeinde
- Gniewino, Polen.

## Gliederung
Zur Landgemeinde (gmina wiejska) Zblewo gehören 16 Dörfer (deutsche Namen bis 1945) mit einem Schulzenamt (sołectwo).
- Białachowo (Groß Bialachowo)
- Borzechowo (Bordzichow, 1942–1945 Borschau)
- Bytonia (Bitonia)
- Jezierce
- Karolewo (Karlshagen)
- Kleszczewo Kościerskie
- Lipia Góra Mała
- Mały Bukowiec (Klein Bukowitz)
- Miradowo (Miradau)
- Nowy Cis
- Pałubinek
- Pinczyn (Pinschin)
- Radziejewo (Rathsdorf)
- Semlin
- Tomaszewo
- Zblewo (Hochstüblau)

Weitere Ortschaften der Gemeinde ohne Schulzenamt sind:
- Babie Doły
- Białachówko (Klein Bialachowo)
- Biały Bukowiec
- Jeziornik
- Królewski Bukowiec
- Lisewko
- Pazda
- Piesienica (Pischnitz)
- Semlinek (Klein Semlin, Parpat)
- Stary Cis
- Trosowo
- Twardy Dół
- Wałdówko
- Wirty (Wirthy)
- Zawada (Zawadda)

## Sehenswürdigkeiten
- Kirche in Borzechowo

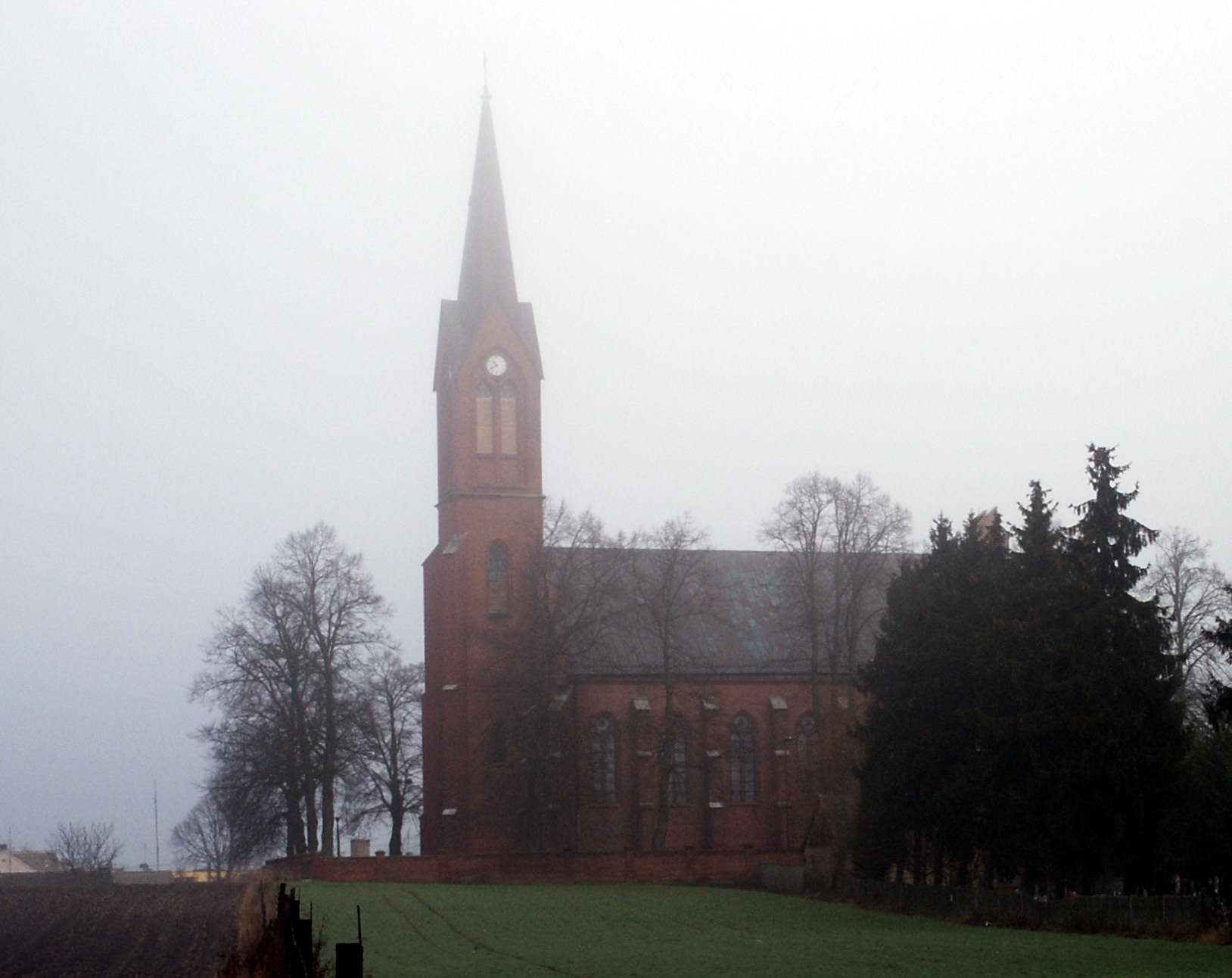
Kirche Erzengel St. Michael in Zblewo

- Linde Lipa Sobieskiego und eine Laubganghütte aus dem 19. Jahrhundert in Borzechowo
- Park in Miradowo
- Kirche in Pinczyn
- Findling Diabelski Kamień (Teufelsstein) in Pinczyn
- Alte Brennerei in Radziejewo
- Arboretum Wirty
- Pfarrkirche Erzengel St. Michael in Zblewo, erbaut 1880